# Metadiaptomus purcelli
Metadiaptomus purcelli là một loài động vật giáp xác thuộc họ Diaptomidae. Đây là loài đặc hữu của Nam Phi.